# Добжинська голова
До́бжинська голова́ (пол. głowa dobrzyńska) — герб Добжинської землі. Має вигляд голови або погруддя бородатого чоловіка, з рогами і короною на голові, обрамленого знизу короною сторчма (за іншою версією — прикрашеним коміром). Кольорова гама герба різниться залежно від епохи. Зазвичай зображається на червоному щиті, із золотими коронами, золотими або чорними рогами. Відомий з XIV ст. Точне значення невідоме; за однією з гіпотез символізує польського короля Казимира ІІІ. Використовується у територіальній геральдиці, зокрема у гербах Ліпновського і Рипінського повітів Польщі, а також на прапорах цих повітів. Також — добжинська королівська голова.

## Опис
- Зображена на великих печатках польських королів Ягайла (1389), Олександра (1504—1505) у вигляді бородатої і рогатої голови із двома коронами — згори і знизу.
- Фігурує у «Гербовнику Золотого Руна» (1430—1461) у групі гербів шляхти Польського королівства, біля герба із руським левом: у чорному готичному щиті погруддя сивочолого чоловіка із золотими рогами, увінчаного золотою короною із трьома зубцями та обрамленого знизу іншою золотою короною сторчма із пятьма зубцями[2].
- Описується в «Клейнодах» (1464–1480) Яна Длугоша: у червоному полі голова сивого, бородатого чоловіка з короною і рогами (лат. Dobrzinensi terra, que in campo rubeo caput hominis canum cum barba eciam cana, usque ad umbililum corpus humanum habens protensum, et caput coratum, et ex corona et capite duo cornua contra se prominent extremitas vero umbilici corona decorata est cerulea)[3].
- У мініатюрі в статуті  Ласького 1506 року намальований як один із земельних гербів Польського королівства: у червоному щиті срібна голова із бородою, в золотій короні і синіми рогами.

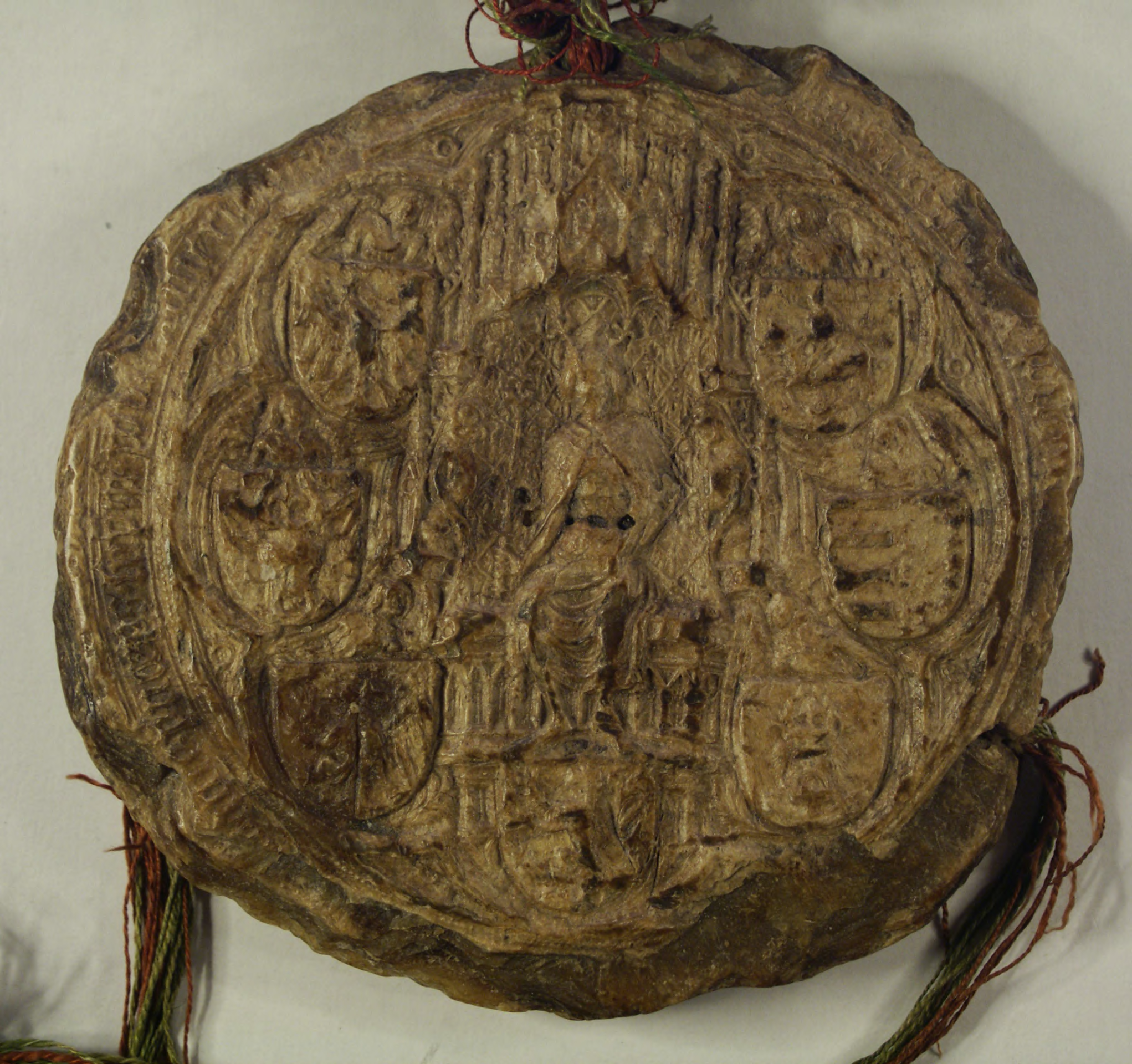
Печатка Ягайла 1389
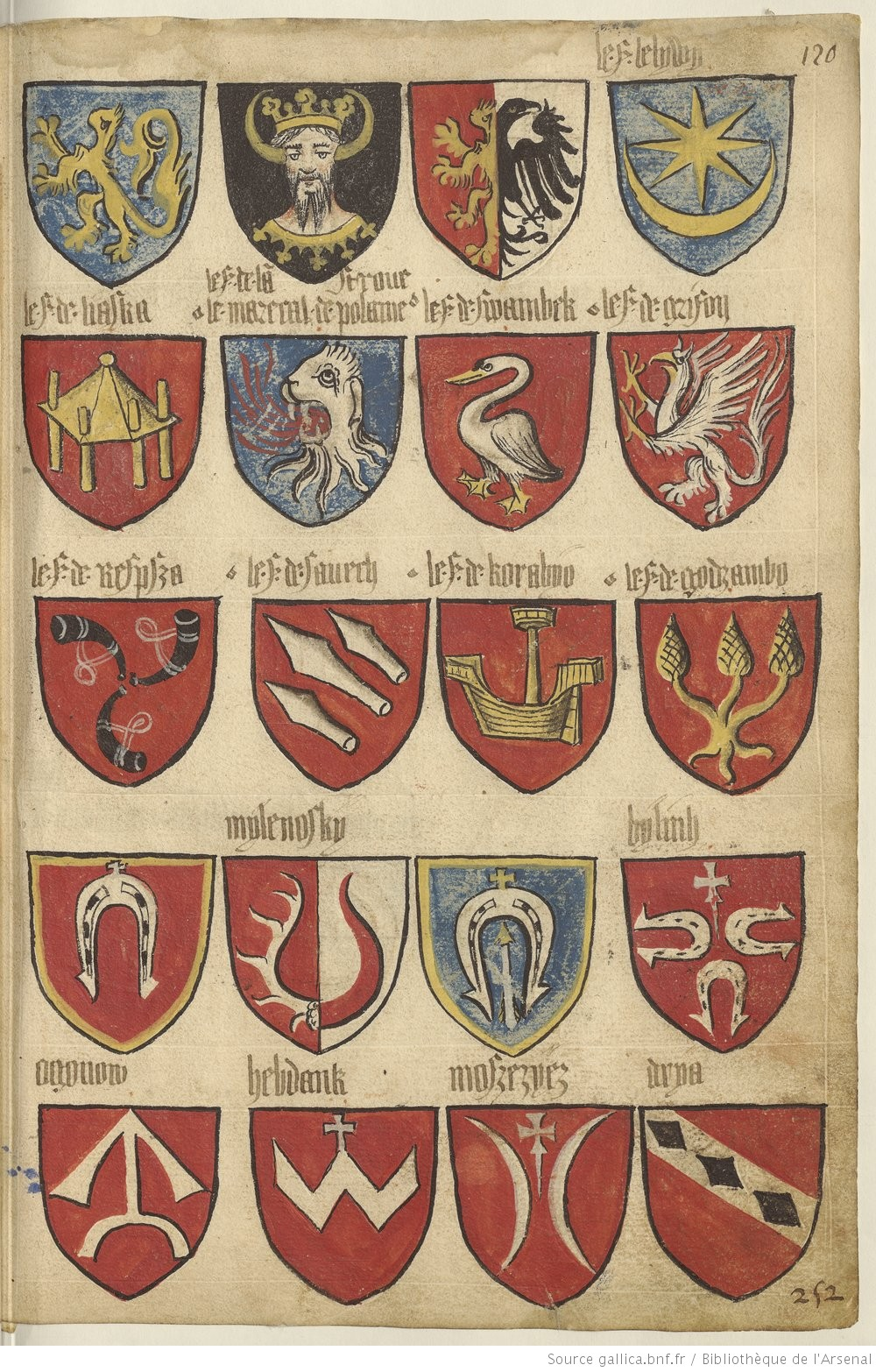
Гербовник руна 1430—1461
Печатка Олександра 1505
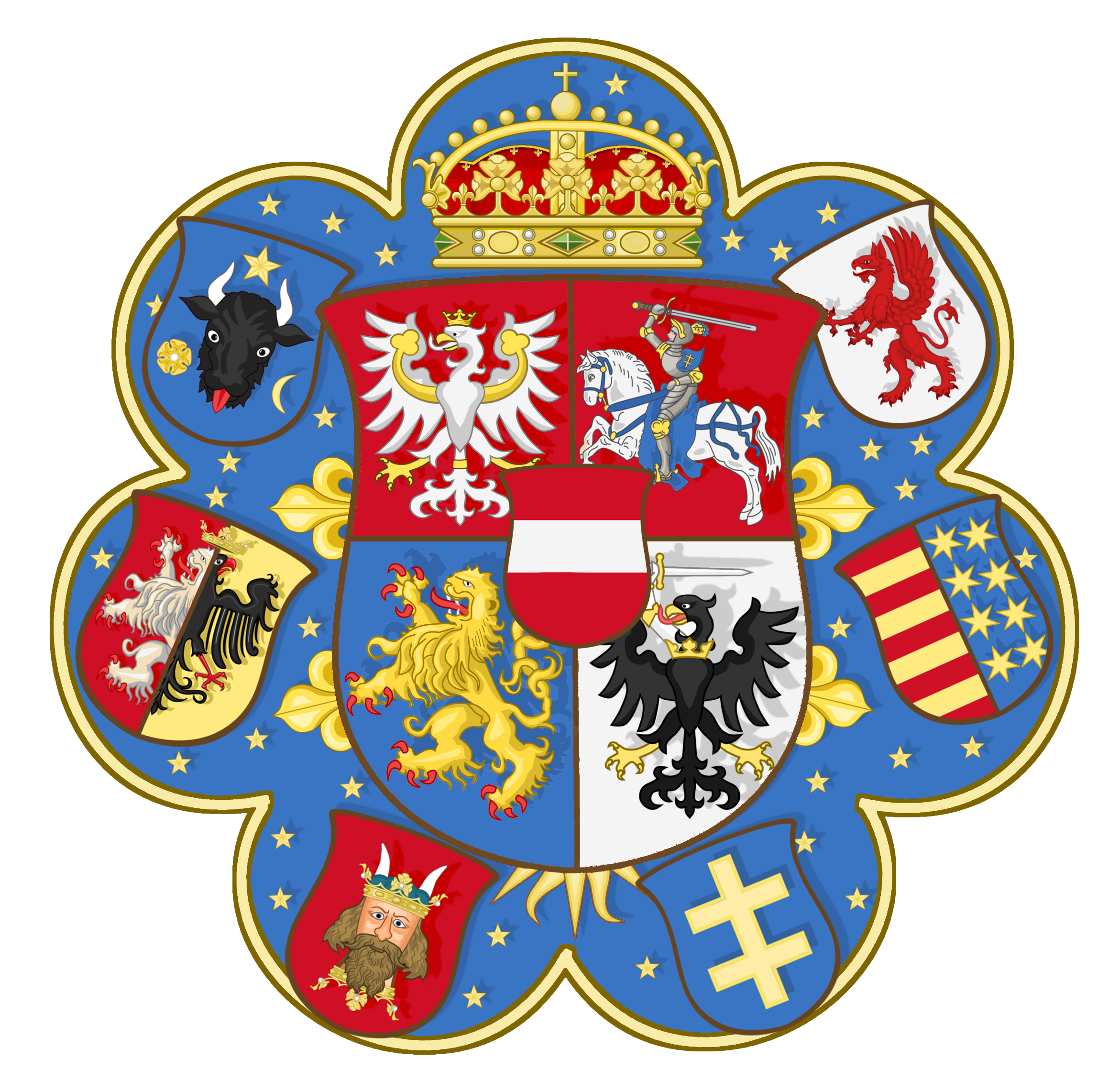
Герб з печатки 1505
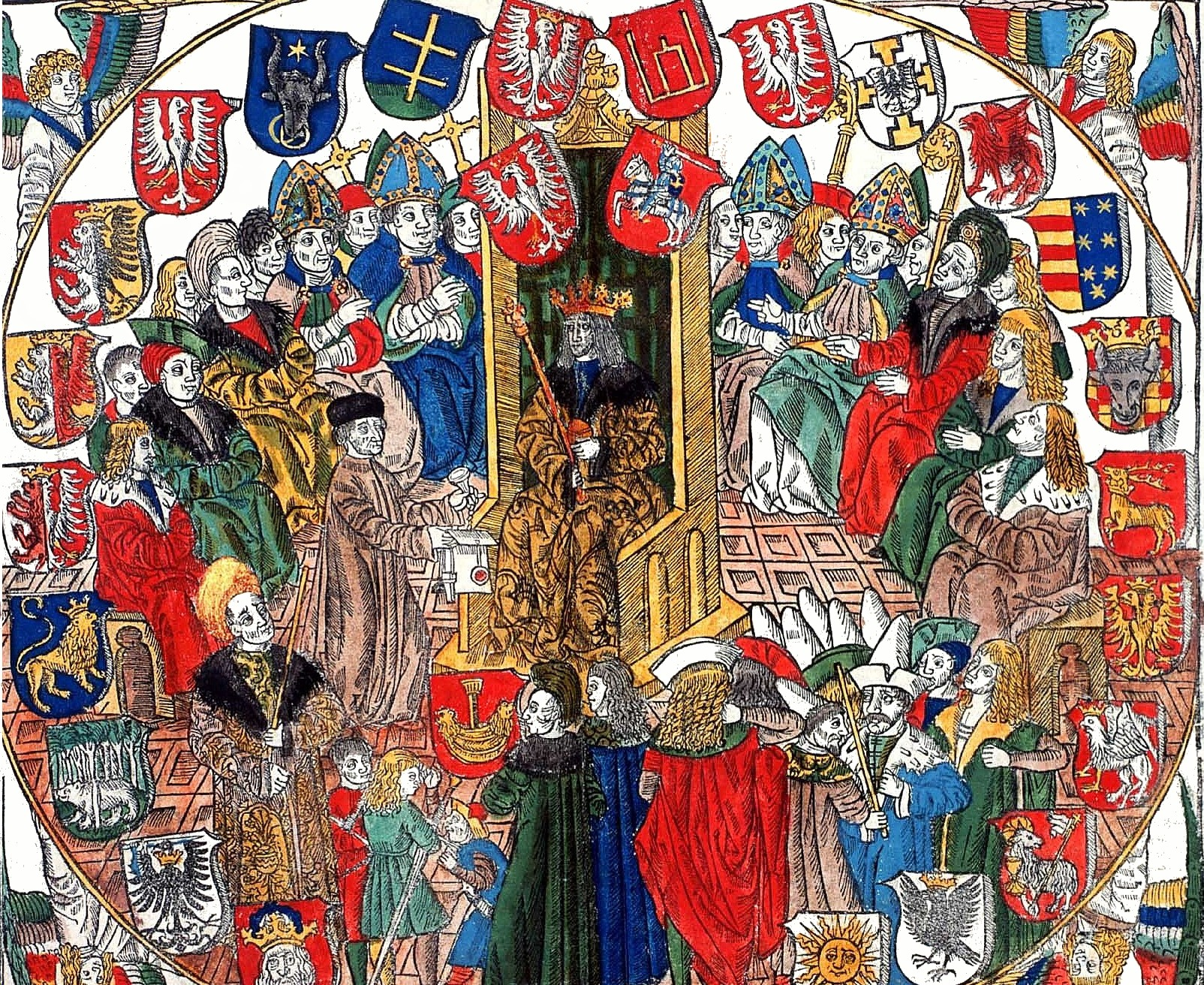
Статут 1506
Плоцьке воєводство 1816—1837

## Повіти

Ліпновський
Ліпновський
Рипінський
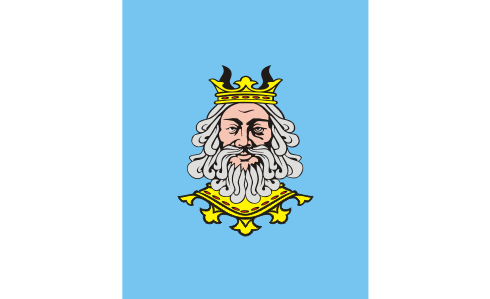
Рипінський